# Stephen L. Craig

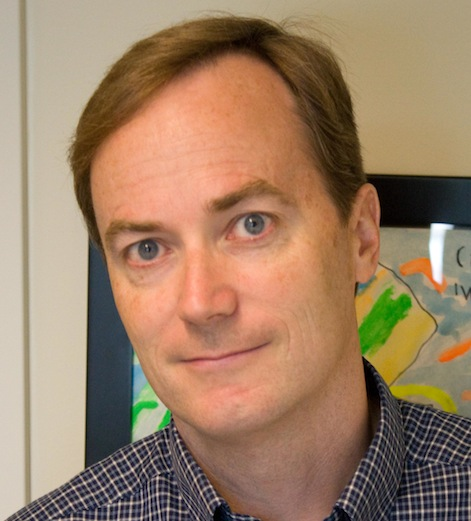
Stephen L. Craig 2011

Stephen L. Craig, auch Steve Craig, ist ein US-amerikanischer Chemiker und Hochschullehrer an der Duke University (Makromolekulare und supramolekulare Chemie, physikalische organische Chemie, Mechanochemie).
Craig studierte an der Duke University mit dem Bachelor-Abschluss in Chemie und Mathematik 1991. Danach war er ein Jahr als Churchill Scholar an der Universität Cambridge, wo er den Master-Abschluss (M. Phil) in theoretischer Chemie erhielt, und wurde 1997 bei John Brauman an der Stanford University in physikalischer organischer Chemie promoviert. Anschließend war er bis 1999 Forschungschemiker bei DuPont (Central Research). Nachdem er 1999 Post-Doktorand am Scripps Research Institute bei Julius Rebek war ging er 2000 als Assistant Professor an die Duke University, an der er 2007 Associate Professor, 2012 Professor und 2013 William T. Miller Professor für Chemie ist. Von 2012 bis 2017 stand er der Chemie-Abteilung vor. Er leitet das Center for Molecularly Optimized Networks der National Science Foundation.
Er entwickelte neue Materialien mit Hilfe physikalischer und synthetischer organischer Chemie und supramolekularer Chemie, insbesondere Polymere, die auf mechanische Spannung reagieren und selbstheilende (katalytische) Eigenschaften haben. Craig gehörte mit Rint Sijbesma und Jeffrey S. Moore Mitte der 2000er Jahre zu den Pionieren auf diesem Gebiet.
2013 wurde er Fellow der American Association for the Advancement of Science. 2013 erhielt er den Arthur K. Doolittle Award.

## Schriften (Auswahl)
- mit M. L. Chabinyc, C. K. Regan, J. L. Brauman: Gas-phase ionic reactions: dynamics and mechanism of nucleophilic displacements, Science, Band 279, 1998, S. 1882–1886
- mit F. Hof, C. Nuckolls, J. Rebek Jr.: Molecular encapsulation, Angewandte Chemie Int. Edition, Band 41, 2002, S. 1488–1508
- mit W. C.Yount, D. M. Loveless: Small-molecule dynamics and mechanisms underlying the macroscopic mechanical properties of coordinatively cross-linked polymer networks, Journal of the American Chemical Society, Band 127, 2005, S. 14488–14496
- mit W. C. Yount, D.M. Loveless: Strong means slow: Dynamic contributions to the bulk mechanical properties of supramolecular networks, Angew. Chem. Int. Ed., Band 44, 2005, S.  2746–2748
- mit M. J. Serpe: Physical organic chemistry of supramolecular polymers, Langmuir, Band 23, 2007, S. 1626–1634
- mit J. M. Lenhardt u. a.: Trapping a diradical transition state by mechanochemical polymer extension, Science, Band 329, 2010, S. 1057–1060
- mit A. L. Black, J. M. Lenhardt: From molecular mechanochemistry to stress-responsive materials, Journal of Materials Chemistry, Band 21, 2011, S. 1655–1663
- mit A. B. W. Brochu, W. M. Reichert: Self-healing biomaterials, Journal of Biomedical Materials Research,  Part A, Band 96, 2011, S. 492–506
- mit A. L. Ramirez u. a.: Mechanochemical strengthening of a synthetic polymer in response to typically destructive shear forces, Nature Chemistry, Band 5, 2013, S.  757–761
- mit C. R. Gossweiler u. a.: Mechanochemical activation of covalent bonds in polymers with full and repeatable macroscopic shape recovery, ACS Macro Letters, Band 3, 2014, S. 216–219